# Maurice Loewy
Maurice (ursprungligen Moritz) Loewy, född 15 april 1833 i Wien, död 15 oktober 1907 i Paris, var en fransk-österrikisk astronom.
Loewy fick sin första utbildning vid observatoriet i Wien. Han kom 1860 genom uppmaning från Urbain Jean Joseph Leverrier till observatoriet i Paris, där han 1861 blev astronome adjoint och 1896 chef för observatoriet. År 1872 blev han medlem av Bureau des longitudes och kort därpå redaktör för den franska efemeriden Connaissance des temps, som han på ett förtjänstfullt sätt omredigerade. Loewys tidigare arbeten omfattade huvudsakligen observationer av kometer och småplaneter samt banbestämningar för dessa himlakroppar; han var en skicklig observatör, som införde många förbättringar i observationstekniken. Loewy konstruerade även en ny refraktortyp, den så kallade équatoréal coudé, så beskaffad att okularet befinner sig i ena ändpunkten av instrumentets polaxel och således alltid intar samma läge, oberoende av den trakt av himlen, som observeras; observatören befinner sig således alltid på en och samma plats. Med detta instrument utförde Loewy tillsammans med Pierre Puiseux en fotografisk undersökning av månytan. Dessa fotografier, som utmärkte sig för en sällsynt skärpa, lades till grunden för en av Loewy och Puiseux utgiven månatlas, Atlas photographique de la lune (1896-1916). Loewy uppfann även nya metoder att bestämma aberrationen och refraktionen samt inlade stor förtjänst om den fotografiska himmelskartan, Carte de ciel. Han tilldelades Royal Astronomical Societys guldmedalj 1889.